# 数字负片
數位負片（英語：Digital Negative、DNG）是一个开放的、无损的原始图像格式（RAW）的专利，由Adobe编写，用于数码摄影。它推出于2004年9月27日，推出时同时通过了第一个版本的DNG规范以及各种各样的产品，包括免费的DNG转换的工具。所有在其后发布的Adobe图像处理软件（例如Adobe Photoshop和Adobe Lightroom）都要支援DNG。